# Сланов, Абитай
Абита́й Сла́нов (1922, аул Саудакент, Аулиеатинский уезд, Сырдарьинская область, Туркестанская АССР — неизвестно, аул Байдакам, Сары-Суский район, Джамбулская область, Казахская ССР) — старший чабан колхоза имени Молотова Сары-Суйского района Джамбулской области, Казахская ССР. Герой Социалистического Труда (1949).

## Биография
Родился в 1922 году в крестьянской семье в ауле Саудакент (в 1931—1993 годах — Байкадам) Аулиеатинского уезда. После окончания местной семилетки трудился чабаном в колхозе имени Молотова Сары-Суского района. С 1939 года — старший чабан в этом же колхозе.
Ежегодно показывал высокие трудовые результаты. На начало 1948 года обслуживал 458 курдючных овец. По итогам этого года вырастил в среднем по 120 ягнят от каждой сотни овцематок. Средний вес каждого ягнёнка к отбивке составил 40,3 килограмма. Указом Президиума Верховного Совета СССР от 12 июля 1949 года удостоен звания Героя Социалистического Труда за «получение высокой продуктивности животноводства в 1948 году» с вручением ордена Ленина и золотой медали «Серп и Молот» (№ 4121).
В последующие годы продолжал показывать высокие результаты в овцеводстве. В 1966 году вырастил в среднем по 150 ягнят от каждой сотни овцематок. Трудился в колхозе (после объединения с колхозом «Уюм» в 1957 — овцесовхоз «Байкадамский») до выхода на пенсию.
Проживал в родном ауле Байкадам. Дата смерти не установлена.